# Assicurazione dei crediti
L'assicurazione dei crediti commerciali è un servizio svolto da compagnie assicurative specializzate, generalmente monoramo, e si basa sulla valutazione preventiva degli acquirenti a cura dell'assicuratore. Riguarda la copertura del rischio di perdita definitiva, originato da insolvenza e/o di mancato pagamento di crediti commerciali a breve termine, sorti nei confronti di operatori economici, a seguito di contratto di fornitura o prestazione di servizi.
I principali operatori assicurativi sono i seguenti: Allianz Trade, Coface, Atradius. Le tre maggiori Compagnie sono presenti in svariati paesi con filiali o controllate. Dal 2004 è presente nello scenario italiano una quarta compagnia: SACE BT (controllata da SACE SpA). Altri operatori minori sono AXA, AIG, Credendo e Cartan Trade.
Il contratto è stipulato dal fornitore nel proprio interesse, a differenza di ciò che accade con le Cauzioni, e prevede uno scoperto obbligatorio (la vigente normativa non consente all'Assicuratore di concedere copertura al 100% - generalmente si oscilla tra l'80 ed il 90%, anche in relazione all'area geografica di residenza del buyer e della destinazione della merce).
A differenza delle polizze assicurative di altri rami, la stipula del contratto non rende automatica la copertura; è necessario che il fornitore avanzi formale richiesta del fido per ciascun debitore (limite di credito o limite massimo assicurabile).
Si tratta pertanto di una tipologia di attività assicurativa con caratteristiche peculiari rispetto ai “rami elementari” (si può definire come una “polizza di prevenzione a contenuto indennitario”) e necessita di intermediari specializzati nella specifica gestione. Viene considerata da alcuni come un ibrido tra uno strumento finanziario e uno assicurativo. 
In sintesi, l'assicurazione del credito si compone generalmente di tre tipologie di servizio:
- la preventiva valutazione dell'acquirenti con attribuzione di limiti di fido;
- la gestione delle azioni bonarie o legali per il recupero dei crediti;
- l'erogazione del risarcimento in caso di insolvenza dell'acquirente.

Una sua tipologia molto specifica e utilizzabile come strumento di mitigazione del rischio nel contesto delle transazioni commerciali internazionali è l'assicurazione del credito all'esportazione, rivolta agli operatori internazionali e che copre solitamente gran parte del credito all'esportazione. In quest'ambito, l'assicurazione dei crediti è particolarmente utilie alle piccole imprese che si avvicinano per la prima volta al commercio estero, e che potrebbero non essere in grado di sostenere le conseguenze di un'eventuale insolvenza.

## Le caratteristiche della polizza credito
Le caratteristiche delle polizze crediti proposte dagli assicuratori sono le seguenti:

### Globalità
Quello che nel campo dell'assicurazione vita è rappresentato dalla “mutualità”, nel settore crediti è determinato dalla “globalità”; quando un Fornitore desidera la copertura del rischio di insolvenza, si vede chiedere dall'Assicuratore che tutto il fatturato sviluppato sull'intero portafoglio debitori sia assoggettato a premio. Le eccezioni riguardano solitamente specifiche aree geografiche (es. copertura solo del mercato interno e/o dell'export in certi paesi) oppure rami di attività – le polizze credito non consentono solitamente la “selezione” preventiva dei debitori da parte del Fornitore.

### Analisi preventiva del portafoglio
L'Assicuratore effettua una valutazione di tutti i debitori posti in copertura, selezionando i rischi sgraditi (esclusi solitamente dal pagamento del premio) e determinando il limite massimo assicurabile per ciascun debitore.
L'analisi preventiva degli acquirenti consente di limitare i mancati pagamenti ed i relativi indennizzi (e pertanto il costo in termini di premio): le Compagnie utilizzano nella valutazione del debitore non soltanto le informazioni pubbliche, ma le esperienze relative ad una base fornitori ampia, generalmente più completa rispetto a quanto sia disponibile per il singolo Fornitore.
In taluni casi viene concessa al cliente la facoltà di determinare internamente fidi di minor importo (cosiddetta “latitudine”),  sulla base di informazioni pubbliche e/o delle pregresse esperienze commerciali dirette.
La negoziazione con la Compagnia dei plafond concessi a ciascun debitore è il momento più delicato di una trattativa, dove l'assistenza di un intermediario specializzato può consentire l'ottenimento delle coperture necessarie sul singolo cliente.
Le Compagnie offrono infatti servizi accessori tramite una service unit che comprendono la determinazione del fido iniziale per ciascun cliente e la sua gestione, sia in aumento che in diminuzione.

### Rotatività del limite massimo assicurabile
Una volta concesso un limite di credito per un certo debitore, il plafond ha caratteristiche rotative (come per i castelletti bancari), cioè ricomprende in copertura i crediti in sequenza cronologica a seguito dei pagamenti delle partite debitorie da parte dell'acquirente. In genere, la rotatività persiste anche in caso di revoca del fido da parte dell'Assicuratore.

### Franchigie e massimo indennizzo
Le polizze crediti, per limitare le incombenze amministrative o ridurre l'importo del premio, talora escludono dalla copertura le perdite di ammontare limitato (franchigie).
Esistono tre tipologie di franchigie: la franchigia assoluta, la relativa e la globale.
Vengono anche solitamente previsti ammontari massimi indennizzabili per annualità assicurativa (in termini di moltiplicatore rispetto al premio versato).

### Gestione interna del mancato pagamento entro termini concordati – attività di recupero
A differenza del Factoring, con l'assicurazione non avviene la cessione del credito a terzi. Si ha soltanto il diritto alla surroga in caso di pagamento di un eventuale sinistro. Pertanto il Fornitore non si trova spossessato della titolarità del credito e gestisce internamente il rapporto con il proprio cliente (che non viene “notificato”). Le polizze prevedono un certo numero di giorni di ritardo “fisiologico” rispetto alla scadenza originale del credito, durante i quali il Fornitore svolge in proprio le attività di recupero.
Superato tale limite, la Compagnia deve venire informata attraverso una Denuncia di Mancato Pagamento. Le polizze sul mercato a questo punto offrono soluzione diverse, talune richiedono all'assicurato di avvalersi delle strutture specializzate delle Compagnie per il recupero, sia giudiziale che bonario, altre consentono all'assicurato di decidere se svolgere in proprio tutte le azioni.

### Clausole particolari
- COPERTURA DEGLI ORDINI CONFERMATI: talvolta, la cancellazione da parte della Compagnia di un plafond concesso in passato ai debitori può creare al Fornitore difficoltà derivanti dalla messa in produzione di beni prodotti su specifica, non rivendibili a terzi. In questi casi è possibile negoziare polizze che consentano anche la messa in copertura degli ordini, per un periodo predeterminato. Ciò si può applicare anche nei casi in cui il venditore sia tenuto in forza di obblighi contrattuali a concludere la vendita nei confronti di aziende nel frattempo divenute insolventi.
- INSOLVENZA DI FATTO: generalmente le polizze crediti considerano un sinistro indennizzabile quando viene dimostrata l'insolvenza giuridica del debitore o in presenza di procedure concorsuali; è tuttavia possibile negoziare la copertura anche del cosiddetto protracted default –  il sinistro viene cioè liquidato senza attendere l'espletamento di tutti gli atti legali. Questo tipo di polizze generalmente richiedono che le attività di recupero extragiudiziale siano di spettanza dell'Assicuratore.
- PRIMO RISCHIO: non è sempre possibile per un Fornitore ottenere dall'Assicuratore che i plafond concessi sui diversi debitori siano pari alle esigenze commerciali; alcune Compagnie offrono la possibilità di operare "a primo rischio", disapplicando cioè il tradizionale criterio proporzionale. Anche in questi casi generalmente l'attività di recupero è svolta dall'Assicuratore.
- EXCESS OF LOSS: per le aziende di maggiori dimensioni, con una struttura di Credit Management interna, viene offerta la possibilità di ridurre il costo del premio attraverso una polizza di maggiore complessità, che permette di assicurare solo il rischio in eccedenza rispetto ad una franchigia globale annua (rischio cosiddetto “catastrofale”) e ad una soglia di intervento e consente maggiore autonomia nella determinazione dei limiti assicurabili per ciascun debitore. Le Compagnie generalmente considerano accettabile per questo tipo di polizza la copertura di fatturati di ammontare rilevante.
- RISCHIO POLITICO: è generalmente possibile estendere la copertura di crediti all'esportazione ai casi di mancato pagamento originati da decisioni unilaterali dello stato ove risiede il debitore (moratoria, inconvertibilità delle divise, revoca di licenze di importazione), o per cause di forza maggiore (catastrofi, guerre civili); in questo caso si parla di copertura del Rischio Politico.
- I PROGRAMMI INTERNAZIONALI: quando le esigenze di copertura assicurativa dei crediti riguardano gruppi di aziende con presenza in diversi paesi, si opera attraverso i cosiddetti Programmi Internazionali, con i quali le condizioni assicurative negoziate dalla capogruppo vengono poi applicate anche alle subsidiaries.
- REVOCATORIA FALLIMENTARE: con questa garanzia rientrano in copertura anche i crediti che, per effetto di azione revocatoria fallimentare o analogo atto giudiziale estero (secondo quanto previsto dall'art. 166 del Codice della Crisi di Impresa e dell'Insolvenza), causino all'Assicurato una perdita sui rischi assunti in copertura.
- CONTESTAZIONE MERCE: con questa clausola, a variazione di quanto generalmente prevedono le polizze credito, in presenza di una contestazione sulla qualità e/o quantità della merce e/o del servizio prestato, l'Assicuratore anticiperà all'Assicurato una certa percentuale dell'importo indennizzabile.